# Glockseeschule

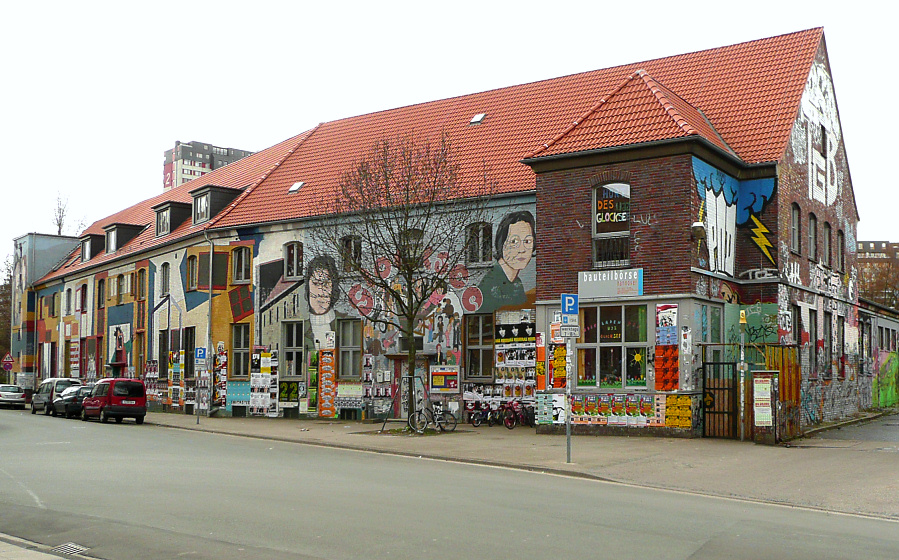
Früherer Schulsitz im ehemaligen Fuhramt, heute Unabhängiges Jugendzentrum Glocksee

Die Glockseeschule ist eine alternativpädagogische Grund- und Hauptschule für Schüler der Klassen 1 bis 10 in Hannover-Döhren. Sie steht mit ihrem Ansatz in der Tradition der deutschen Reformpädagogik, die bei ihrer Gründung 1972 eine zweite Blüte erlebte.

## Gründung
1972 wurde die Glockseeschule gegründet. Sie entstand im ehemaligen Gebäude des Fuhramtes in der Glocksee in der Calenberger Neustadt. Zur gleichen Zeit entstand dort das Unabhängige Jugendzentrum Glocksee. Zu den Gründern der Schule zählen der hannoversche Soziologe Oskar Negt sowie die Pädagogen Albert Ilien und Thomas Ziehe.

## Beschreibung
Die Glockseeschule als Ganztagsschule kennt ähnlich wie andere reformpädagogisch orientierte und alternative Schulen keinen 45-Minuten-Takt, keine Schulglocke, kein Sitzenbleiben. Die Schule setzt zugleich auf soziale Integration und individuelle Förderung. Noten werden erst in der zehnten Klasse vergeben. An der Schule lernen etwa 210 Schüler. Jedes Jahr gibt es ungefähr doppelt so viele Anmeldungen wie freie Plätze.
Obwohl die Schule auch im traditionellen Sinn vergleichsweise erfolgreich ist – zwei Drittel der dort eingeschulten Schüler erreichen später das Abitur – blieb sie eine Ausnahme im deutschen Schulsystem. Verschiedene Konzepte, die in Deutschland zuerst in der Glockseeschule angewandt wurden, sind mittlerweile Standard an deutschen Schulen, wie beispielsweise Schulgebäude, die von den Schülern bemalt werden, und Kuschelecken in Grundschulklassenzimmern.
Offiziell gilt die Glockseeschule als staatliche Schule mit besonderem pädagogischen Angebot und befindet sich, anders als andere alternativ- und reformpädagogischen Schulen, in staatlicher Trägerschaft, wird also zu 100 % aus öffentlichen Mitteln finanziert. Sie ist Mitglied im Schulverbund Blick über den Zaun.
Der Altbau des Schulkomplexes steht unter Denkmalschutz.
2020 wurde der Walther-Wickop-Weg am Zentrum für Hochschulsport nach der Schulmitgründerin Doris-Krammling-Jöhrens-Weg umbenannt.